# Оби-Мартин, Чидо
Чидози Оби-Мартин (дат. Chidozie Obi-Martin; родился 29 ноября 2007) — датский футболист, нападающий английского клуба «Манчестер Юнайтед».

## Клубная карьера
Выступал за юношеские команды в Дании, в частности, за КБ. В 2022 году переехал в Англию, где начал играть в футбольной академии «Арсенала». В сезоне 2023/24 забил 32 гола в 18 матчах английской Премьер-лиги (до 18 лет), включая 7 голов в игре против «Норвич Сити» и 5 голов в игре против «Вест Хэм Юнайтед». Летом 2024 года отказался продлевать контракт с «Арсеналом», в октябре того же года присоединился к футбольной академии «Манчестер Юнайтед».
16 февраля 2025 года дебютировал в основном составе «Манчестер Юнайтед», выйдя на замену Каземиро в матче Премьер-лиги против «Тоттенхэм Хотспур».

## Карьера в сборной
Может выступать за сборные Дании (страны своего рождения), Нигерии (страны рождения его отца) и Англии.
Выступал за сборные Дании до 16, до 17, до 18 лет и до 21 года, а также за сборную Англии до 16 лет. Также может играть за сборные Нигерии.
В 2024 году принял участие в чемпионате Европы (до 17 лет) на Кипре, сыграв 5 матчей и забив 2 гола.